# Emballonura beccarii
Emballonura beccarii es una especie de murciélago microquiróptero de la familia Emballonuridae.

## Distribución
Se encuentra en Nueva Guinea.